# مجید عدل
 مجید عدل (١٢٩٠-١٣۴۶) سیاست‌مدار ایرانی بود، که در  دوره بیست و یکم   بعنوان نماینده گرمی و مغان در مجلس شورای ملی حضور داشت.

## زندگی‌نامه
مجید عدل در سال ١٢٩٠ در تبریز متولد شد. تحصیلات ابتدائى و متوسطه را در تبریز و تحصیلات دانشگاهی را در رشته كشاورز در اروپا دریافت كرد. پس از بازگشت به ایران استخدام وزارت كشاورزى شد  وی چندى مدیرعامل سازمان جنگلبانى كل كشور بود. در دوره‏ى بیست‏ و یكم مجلس شوراى ملى از منطقه‏ گرمى و مغان به وكالت انتخاب گردید. در اواخر دوره‏ مزبور (١٣۴۶) بر اثر سكته درگذشت. 